# Aaron Summerscale
Aaron Summerscale (ur. 26 sierpnia 1969) – angielski szachista, arcymistrz od 1997 roku.

## Kariera szachowa
Wielokrotnie startował w finałach indywidualnych mistrzostw Wielkiej Brytanii, najlepszy wynik osiągając w 1995 r. w Swansea, gdzie zdobył brązowy medal. Do innych jego indywidualnych sukcesów należą m.in.:
- II m. w Londynie (1994, za Neilem McDonaldem),
- dz. II m. w Hastings (1995, turniej Summer Congress, za Suatem Atalikiem, wspólnie z Aleksandrem Oniszczukiem, Wołodymyrem Małaniukiem, Nuchimem Raszkowskim, Jonathanem Parkerem, Matthew Turnerem i Christopherem Wardem),
- II m. w Dublinie (1997, za Neilem McDonaldem),
- dz. I m. w Edynburgu (1999, otwarte mistrzostwa Szkocji, wspólnie z Jonathanem Rowsonem),
- dz. II m. w Yorku – dwukrotnie (1999, za Danielem Gormallym oraz 2000, za Markiem Heidenfeldem),
- I m. w Staffordshire (2000),
- dz. I m. w Newport (2000, wspólnie z Matthew Turnerem),
- II m. w Londynie (2000, za Danielem Gormallym),
- I m. w Coulsdon (2002).

Najwyższy ranking w dotychczasowej karierze osiągnął 1 lipca 2001 r., z wynikiem 2520 punktów dzielił wówczas 16-17. miejsce wśród angielskich szachistów.

## Publikacje
Aaron Summerscale jest autorem dwóch książek o tematyce szachowej:
- A Killer Chess Opening Repertoire (1999), Globe Pequot, ISBN 978-1-85744-519-0
- Interview With a Grandmaster (2002), Everyman Chess, ISBN 978-1-85744-243-4 (wspólnie ze swoją żoną, Claire Summerscale)